# 장윤서
장윤서(1984년 10월 31일 ~ )는 대한민국의 미스코리아 출신 배우이다.
신장은 176cm이고 체중은 55kg인 그녀의 현재 거주지는 서울이다.

## 프로필
- 출생 : 1984년 10월 31일
- 신체 : 176cm, 55kg, 35-25-36
- 학력 : 동덕여자대학교 방송연예과
- 수상 : 2006년 미스코리아 선(善), 2006년 미스코리아 충북 진(眞) & 포토제닉, 2006년 미스 인터내셔널 3위
- 취미 : 골프, 신문읽기, 여행
- 특기 : 뮤지컬, 스노보드

## 학력
- 동덕여자대학교 방송연예과

## 출연 작품

### 드라마
- 2009년 SBS 대기획 《태양을 삼켜라》
- 2009년 KBS2 수목드라마 《아가씨를 부탁해》
- 2010년 KBS2 수목드라마 《도망자 플랜 B》 ... 후미코 역
- 2010년 OCN 금요드라마 《야차》 ... 미요 역
- 2011년 KBS 《KBS 드라마 스페셜 - 올레길 그 여자》 ... 최기자 역
- 2012년 SBS 드라마 스페셜 《부탁해요 캡틴》 ... 이재영 역
- 2013년 tvN 일일드라마 《미친 사랑》 ... 김종희 역

### 방송
- 2006년 MBC 《일밤》
- 2012년 tvN 《SNL 코리아 시즌 3》 크루

## 수상
- 2006년 미스코리아 충북 진(眞) & 포토제닉[2]
- 2006년 미스코리아 선(善)
- 2006년 미스 인터내셔널 3위

## 같이 보기
- 2006년 미스코리아
- 미스코리아 충북
- 미스 인터내셔널